# Tatiana Droubitch
Pour les articles homonymes, voir Droubitch.
Tatiana Droubitch (en russe : Друбич, Татьяна Люсьеновна), née le 7 juin 1959 à Moscou (Union soviétique), est une actrice soviétique et russe.

## Biographie
Tatiana Droubitch naît dans une famille juive. Son père Lucien Izraïlevitch Droubitch (1932-1978) est ingénieur originaire de Biélorussie, sa mère Lioubov Vladimirovna - économiste. En 1971, Tatiana alors âgée de douze ans est présentée au casting du film Le quinzième printemps d'Inna Toumanian inspiré de la biographie du jeune partisan soviétique Alexandre Tchekaline et sera choisie pour incarner la petite amie du héros principal. Deux ans plus tard, elle réapparait devant les caméras pour les Cent jours après l'enfance de Sergueï Soloviov qui à sa sortie en 1975 obtient un succès retentissant en remportant notamment un Ours d'argent du meilleur réalisateur à la XXVe Berlinale. Tout en continuant à jouer régulièrement dans les films, Tatiana Droubitch fait les études à l'Université de la médecine et de la stomatologie Nikolaï Semachko. Elle commence ensuite à exercer comme endocrinologue, mais finalement fait le choix de se consacrer au métier d'actrice. En tout elle jouera sous la direction de Sergueï Soloviov dans une dizaine de films, mais tiendra également les premiers rôles chez Roman Balaïan (Khrani menya, moy talisman, 1986), Rustam Khamdamov (Anna Karamazoff, 1991), Eldar Riazanov (Privet, duralei!, 1996). En 2012, elle est récompensée par le Nika de la meilleure actrice dans un second rôle pour Poslednyaya skazka Rity de Renata Litvinova (2011). Par ailleurs, l'actrice préside le conseil de la fondation d'aide aux hospices de Moscou.

## Vie privée
Mariée avec le réalisateur Sergueï Soloviov de 1983 à 1989, Tatiana Droubitch a une fille Anna, née le 27 juin 1983, qui est pianiste et compositrice de musique de film.

## Filmographie partielle
- 1971 : Le Quinzième Printemps (ru) (Пятнадцатая весна) d'Inna Toumanian : Alena
- 1974 : Cent jours après l'enfance (Сто дней после детства) de Sergueï Soloviov : Lena Yergolina
- 1991 : Anna Karamazoff (Анна Карамазофф) de Rustam Khamdamov
- 1987 : Assa (Асса) de Sergueï Soloviov : Alika
- 1987 : Dix Petits Nègres (Десять негритят) de Stanislav Govoroukhine : Vera Elizabeth Claythorne
- 1988 : Chyornyy monakh, film soviétique réalisé par Ivan Dikhovitchni : Tania
- 1989 : Rose noire – emblème de la tristesse, rose rouge – emblème de l’amour de Sergueï Soloviov : Alexandra
- 2009 : Anna Karénine (Анна Каренина) de Sergueï Soloviov : Anna Karénine
- 2011 : Le Dernier Conte de Rita (Последняя сказка Риты, Poslednyaya skazka Rity) de Renata Litvinova : Nadia